# Ordine di Sant'Agata
L'Ordine di Sant'Agata è l'ordine di San Marino dedicato alla santa protettrice della Repubblica.

## Storia
L'Ordine venne istituito il 5 giugno 1923, con delibera del Consiglio grande e generale della Repubblica di San Marino, per ricompensare gli stranieri che avessero rivolto beneficenza verso le Opere pie sammarinesi e gli stranieri benemeriti della Repubblica di San Marino.
L'Ordine presentava quattro gradi: cavaliere, cavaliere ufficiale, commendatore e grande ufficiale.
La facoltà di conferire l'Ordine è definita da una speciale commissione composta da: 
- i due reggenti pro-tempore
- cinque dignitari-funzionari: il segretario degli esteri, il presidente della Commissione del bilancio, i due sindaci di governo, il commissario della legge.
- Il presidente della congregazione di carità in rappresentanza delle Opere pie
- Quattro membri nominati dal Consiglio grande e generale; uno o due di essi verranno scelti tra i cittadini non consiglieri

Il ruolo di gran maestro dell'ordine è affidato alla reggenza pro-tempore mentre, il ruolo di segretario dell'ordine, è affidato al segretario degli affari esteri.
Il 5 giugno 1925 viene istituito il quinto grado dell'ordine: cavaliere di gran croce.
Il 3 giugno 2023 è stato organizzato un convegno per festeggiare i 100 anni, suddiviso in due giornate; la prima e la seconda.

## Insegne
- Cavaliere: croce d'oro smaltata di bianco, dal diametro di 35 mm, con scudo aureo rotondo. Il disco centrale, sul fronte, presenta il volto di sant'Agata circondato dalla scritta SANT'AGATA PROTETTRICE su di un anello in pasta di vetro bianca. Il retro del disco centrale presenta un fondo azzurro in pasta di vetro con al centro lo scudo sammarinese dorato e circondato dalla scritta BENE MERITI su di un anello in pasta di vetro bianca. La croce è appesa ad un nastro di seta ondeggiante lungo 40 mm.
- Cavaliere Ufficiale: la croce è la medesima di quella dei cavalieri, con la rosetta sul nastro.
- Commendatore: La croce di commendatore ha un diametro di 45 mm e si porta al collo, appesa ad un nastro largo 55 mm.
- Cavaliere Grand'Ufficiale: comprende la croce da commendatore ed una placca a stella ad otto punte, d'argento e diamantata, dal diametro di 65 mm, caricata della croce di commendatore.
- Cavaliere di Gran Croce: la croce è di 60 mm di diametro, appesa al collo a tracolla, da destra a sinistra, largo 100 mm, con annessa una placca d'argento diamantata ad otto punte, uguale a quella da grande ufficiale, ma di 80 mm di diametro. La placca presenta, degli otto raggi, quattro dorati.
- nastro: in seta ondeggiante largo 40 mm.

La legge del 5 giugno 1923, all'articolo 6, definisce così il nastrino: 1/5 giallo, 1/5 bianco, 1/5 cremisi, 1/5 bianco, 1/5 giallo.

Il decreto consigliare del 15 settembre 1923, all'articolo 1, muta così il nastrino: 1/10 giallo, 1/10 bianco, 6/10 cremisi, 1/10 bianco, 1/10 giallo.

La legge del 26 gennaio 1946, all'articolo 6, riporta il nastrino a: 1/5 giallo, 1/5 bianco, 1/5 cremisi, 1/5 bianco, 1/5 giallo.
| Nastrini dal 5 giugno 1923 al 15 settembre 1923 |                     |              |                  |                     |
| Cavaliere                                       | Cavaliere ufficiale | Commendatore | Grande ufficiale | grado non esistente |

| Nastrini dal 15 settembre 1923 al 9 giugno 1925 |                     |              |                  |                     |
| Cavaliere                                       | Cavaliere ufficiale | Commendatore | Grande ufficiale | grado non esistente |

| Nastrini dal 9 giugno 1925 al 26 gennaio 1946 |                     |              |                  |                         |
| Cavaliere                                     | Cavaliere ufficiale | Commendatore | Grande ufficiale | Cavaliere di gran croce |

| Nastrini dal 26 gennaio 1946 ad oggi |                     |              |                            |                         |
| Cavaliere                            | Cavaliere ufficiale | Commendatore | Cavaliere grande ufficiale | Cavaliere di gran croce |